# Sheitel

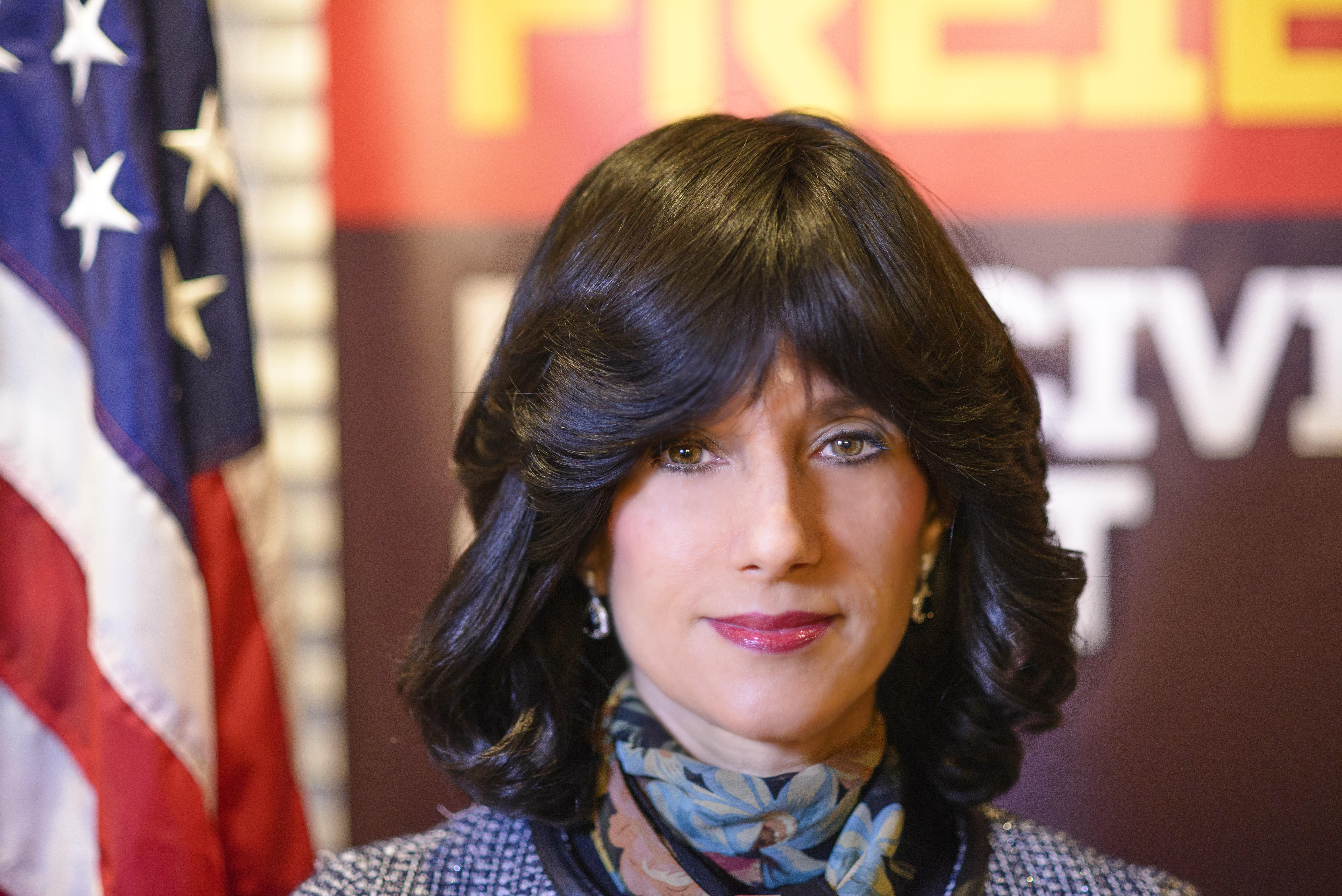
La juge Rachel Freier, une femme hassidique mariée, portant un sheitel.

Un Sheitel (yiddish : שייטל, sheytl m.sg .; שייטלעך, sheytlekh m.pl. ou שייטלען  , sheytlen, m.pl. ; hébreu : פאה נוכרית) est une perruque ou un postiche porté par certaines femmes mariées juives orthodoxes afin de se conformer aux exigences de la loi juive de couvrir leurs cheveux. Certains groupes hassidiques encouragent les sheitels, tandis que d'autres les évitent.
Le terme apparenté en hébreu est pei'ah.
Cette pratique fait partie de la norme vestimentaire ayant trait à la modestie, appelée tzniut. Les sheitels traditionnels sont fixés par des bonnets élastiques et sont souvent conçus avec une longue frange pour obscurcir la racine des cheveux de leurs porteurs. Les perruques à résille, de conception plus moderne avec des cheveux réalistes ou des cheveux réels, gagnent en popularité.
En 2004, il y a eu une certaine controverse sur les sheitels de cheveux naturels achetés en Inde. Il a été découvert que les cheveux utilisés pour la production de ces perruques provenaient d'un temple hindou. Selon la loi juive, on ne peut tirer aucun avantage de quoi que ce soit utilisé dans ce que le judaïsme considère comme de l'idolâtrie. La controverse a cessé quand il est devenu clair que les cheveux n'étaient ni adorés ni offerts en sacrifice à la divinité, mais rasés comme un rite de purification, les excluant ainsi de la catégorie des articles interdits.
Aujourd'hui, de nombreuses perruques utilisées par les femmes juives sont accompagnées d'un hechsher (certification casher), ce qui indique qu'elles ne sont pas faites avec des cheveux issus de rituels réputés idolâtres.
Dans de nombreux groupes hassidiques, les sheitels sont évités, car ils peuvent donner l'impression que la tête du porteur est découverte. Dans d'autres groupes hassidiques, les femmes portent un couvre-chef sur le sheitel afin d'éviter cette méprise, par exemple un foulard ou un chapeau. Les femmes mariées séfarades et nationalistes religieuses ne portent pas de perruques, car leurs rabbins pensent que les perruques ne sont pas suffisamment modestes et que d'autres couvre-chefs, tels qu'un foulard ( tichel ), un cache-col ou un chapeau, conviennent mieux. En revanche, le Rabbi de Loubavitch a encouragé toutes les femmes juives mariées à porter des sheitels, mais à Torat Menachem, il écrit qu'en fait, « si elle peut se couvrir les cheveux avec un foulard, il vaut mieux qu'elle le fasse, mais en réalité, nous savons qu'elles ne le font pas. »

## Histoire du Sheitel
La Bible mentionne les cheveux des femmes (par exemple, Cantique des Cantiques 4:1), mais ne fait que peu référence à la couverture des cheveux des femmes et ne mentionne pas du tout les perruques.
Cependant, à l'époque de la Mishna et du Talmud, la norme établie était que les femmes mariées couvraient leurs cheveux. Cette pratique est discutée directement ou indirectement à de nombreux endroits.
Au cours de la période post-talmudique, les femmes juives couvraient généralement leurs cheveux avec un tissu ou un voile.
Au XVIe siècle, avec l'apparition des perruques comme accessoire à la mode dans les cours européennes, certaines femmes ont commencé à porter des perruques. Les perruques ont continué à gagner en popularité parmi les Juifs au XVIIIe siècle.
En Europe moderne, les perruques étaient à la mode, comme on peut le voir avec Marie-Antoinette.
Cependant, à la fin du XXe siècle et jusqu'à aujourd'hui, la plupart des femmes orthodoxes couvrent leurs cheveux, et de nombreuses femmes américaines qui se considèrent comme modernes orthodoxes le font également. La plupart portent des sheitels.